# Von-Seydlitz-Kaserne
Die Von-Seydlitz-Kaserne auf dem Beginenberg westlich von Kalkar ist eine Kaserne der Bundeswehr und ist Hauptquartier des Air Component Command. Sie ist nach dem preußischen Kavalleriegeneral Friedrich Wilhelm von Seydlitz benannt.

## Geschichte
Seit 1969 ist Kalkar Bundeswehrstandort. In der Von-Seydlitz-Kaserne im Ortsteil Altkalkar sind Dienststellen der Luftwaffe und der NATO untergebracht, insbesondere das Air Component Command, die Luftwaffenunterstützungsgruppe Kalkar, der Führungsunterstützungsbereich 3, das Sanitätsversorgungszentrum Kalkar und das Joint Air Power Competence Centre.

## Stationierte Bundeswehrdienststellen
- Dienstältester Deutscher Offizier Deutscher Anteil Joint Air Power Competence Centre (DDO DtA Joint Air Power)
- Air Component Command
- Luftwaffenunterstützungsgruppe Kalkar
- Führungsunterstützungssektor 3
- Sanitätsversorgungszentrum Kalkar
- weitere kleine Dienststellen